# Ivan Náter
Ivan Náter (10. prosince 1925 Moštenica – 18. listopadu 1991 Bratislava) byl československý fyzik.

## Životopis
Narodil se v Moštenici. Na Přírodovědecké fakultě Slovenské univerzity studoval v letech 1945 - 1949. Už během studia pracoval jako demonstrátor a pomocná vědecká síla s povinnostmi asistenta.
V červenci 1949 nastoupil jako výpomocný asistent na Ústav technické fyziky SVŠT, který vedl prof. D. Ilkovič. Rok nato přešel na svou alma mater, kde pracoval jako asistent. Přednášel Úvod do studia fyziky a Mechaniku kontinua a vedl seminář o vedení tepla. V roce 1952 obhájil disertační práci Řešení tepelných poměrů ve válcové elektrodě při nespojitých okrajových podmínkách a získal titul doktora přírodních věd (RNDr.).
Od 1. ledna 1954 poté pracoval až do odchodu do důchodu (1. ledna 1989) na Katedře fyziky Elektrotechnické fakulty SVŠT, která vznikla z původního Ilkovičovho Ústavu technické fyziky poté, co se na základě vysokoškolského zákona z roku 1950 zřídili místo ústavů katedry. Od samého počátku svého působení na technice vedl základní přednášku z fyziky na všech oborech a směrech Stavební fakulty. Právě díky jeho úsilí vznikl na této fakultě v sedmdesátých letech nejprve Kabinet fyziky a později i samostatná Katedra fyziky. Zde se podílel prakticky na všech pracích - od projektové přípravy až po detailní vybavení laboratoří učebními pomůckami. Hodně času a sil věnoval i budování a rozvoji své domovské katedry. Již v roce 1955 se stal tajemníkem katedry a v roce 1962 stálým zástupcem vedoucího katedry. Jelikož prof. Ilkovič měl mnoho funkcí a povinností i mimo svého působiště, většina práce související s řízením chodu katedry a s organizací pedagogického procesu byla neodmyslitelně spojena s jeho osobou. Proto bylo zcela pochopitelné, že když prof. Ilkovič odešel do důchodu, na místo vedoucího katedry nastoupil doc. dr. I. Nátěr (od 1. 1. 1974). Navzdory mimořádnému pracovnímu zatížení nezapomínal ani na svůj odborný růst. V r. 1964 se stal zástupcem docenta a v roce 1967 byl jmenován docentem. Zastával také několik akademické funkce: byl členem vědecké rady Fakulty stavební a po několik let i proděkanem EF SVŠT, zasedal v mnoha fakultních, celoškolních i mimoškolních komisích. Hlavními oblastmi jeho vědeckého zájmu bylo vedení tepla a proudění viskózních kapalin. Z této oblasti uveřejnil šest původních prací i několik popularizačních článků. Podílel se na sestavení skript a učebních pomůcek. Zvláště je třeba zmínit o jeho příručce na opakování středoškolské fyziky, která pod titulem Přehled fyziky zaznamenala čtyři vydání (1957, 1961, 1963, 1968).
Napsal také tři učebnice středoškolské fyziky. Spolupracoval jako autor na třech technických slovnících a byl také spoluautorem Malé encyklopedie fyziky - průkopnického díla svého druhu na Slovensku. O zajištění studijní literatury se zasloužil i svými překlady. Například v roce 1952 přeložil z češtiny výbornou středoškolskou učebnici Fyzika pro IV. třídu gymnázií. Jako odborný poradce se podílel na přípravě seriálu Vybrané kapitoly z fyziky, který vysílala Československá televize.
Samostatnou kapitolou vzdělávací činnosti doc. I. nátěru bylo jeho působení ve Fyzikální olympiádě. Od roku 1959 pracoval ve vedení FO, od roku 1961 jako předseda krajského výboru a člen ústředního výboru, od r. 1966 jako místopředseda ÚV FO. Pro tuto soutěž napsal i mnoho metodických textů. Na čtyřech mezinárodních fyzikálních olympiádách - v Brně (1969), Moskvě (1970), Sofii (1971) a Bukurešti (1972) - se zúčastnil jako pedagogický instruktor. V roce 1974 byl vedoucím československého družstva na olympiádě ve Varšavě, kde za svou činnost na tomto poli dostal od polské vlády pamětní medaili Za zásluhy o rozvoj školství. Nebyl to jediný projev uznání, který doc. I. Nátěr dostal za svou mnohostrannou činnost. Jako aktivní účastník SNP byl vyznamenán pamětní medailí u příležitosti 20. výročí SNP. V roce 1969 mu udělili titul Vzorný učitel. V r. 1972 se stal zasloužilým členem JSMF a v roce 1974 mu udělili cenu dr. M. Konkolyho za zásluhy o rozvoj astronomie na Slovensku.
Zemřel 18. listopadu 1991 v Bratislavě.